# Parafia Najświętszego Serca Pana Jezusa w Gliwicach
Parafia Najświętszego Serca Pana Jezusa w Gliwicach – rzymskokatolicka parafia w Gliwicach, należy do dekanatu Gliwice-Sośnica w diecezji gliwickiej.

## Historia parafii
- Data poświęcenia starego kościoła: 4 października 1925; zburzony 29 sierpnia 2009[1].
- Data poświęcenia nowego kościoła: 21 czerwca 2009[2].
- Wieczysta adoracja: 1 czerwca.

## Zasięg parafii
Ulice w Gliwicach: Johna Baildona, Odlewników, Św. Cecylii, Bł. Czesława, Franciszkańska, Gdańska, Hutnicza, Jagiellońska, Królowej Jadwigi, Św. Katarzyny, Królewskiej Tamy, Krzywa, Heleny Modrzejewskiej, Olszynki, Paulińska, Wincentego Pola, Przewozowa, Robotnicza, Sportowa, Św. Stanisława Kostki, Szara, Stanisława Szczepanowskiego, Zabrska. 

### Zgromadzenia zakonne
- Zgromadzenie Sióstr Służebniczek NMP Niepokalanie Poczętej ABMV
- Zakon Braci Mniejszych OFM

## Grupy parafialne
Rodzina Młodzieży Franciszkańskiej
 Wspólnota Ministrantów
 Dzieci Maryi
 Franciszkański Zakon Świeckich
 Wspólnota Żywego Różańca
 Parafialny Zespół „Caritas”.

## Dokumenty
Parafia prowadzi księgi chrztów, ślubów i zgonów od 1925 r.